# Barrage de Boztepe (Edirne)
Pour les articles homonymes, voir Barrage de Boztepe et Boztepe.
Le barrage de Boztepe est un barrage en Turquie dans la province de Edirne sur la rivière Kocadere. La rivière se perd dans les canaux qui rejoignent le fleuve Meriç (Maritsa ou  Évros) près de son embouchure en mer Égée. Le village appelé Boztepe (district de Keşan) est situé sous le barrage

## Sources
- (tr) « Boztepe (Edirne) Barajı », sur Agence gouvernementale des travaux hydrauliques (DSI)